# Kornik drukarz
Kornik drukarz (Ips typographus) – gatunek chrząszcza z podrodziny kornikowatych (Scolytinae).

## Zasięg geograficzny
Rozsiedlony transpalearktycznie. Europa: Austria, Belgia, Bośnia i Hercegowina, Bułgaria, Czechy, Dania, Estonia, Finlandia, Francja, Grecja, Holandia, Litwa, Luksemburg, Łotwa, Niemcy, Norwegia, Polska, Rumunia, północna i środkowa Rosja, Słowacja, Słowenia, Szwecja, Szwajcaria, Ukraina, Węgry i Włochy. Azja: Turcja, zachodnia i wschodnia Syberia, rosyjski Daleki Wschód, Gruzja, Tadżykistan, chiński Heilongjiang, Korea Północna, Korea Południowa, japońskie wyspy Honsiu i Hokkaido. W Polsce występuje w górach i na niżu (w tym drugim przypadku zwłaszcza na Mazurach i Warmii).

## Morfologia

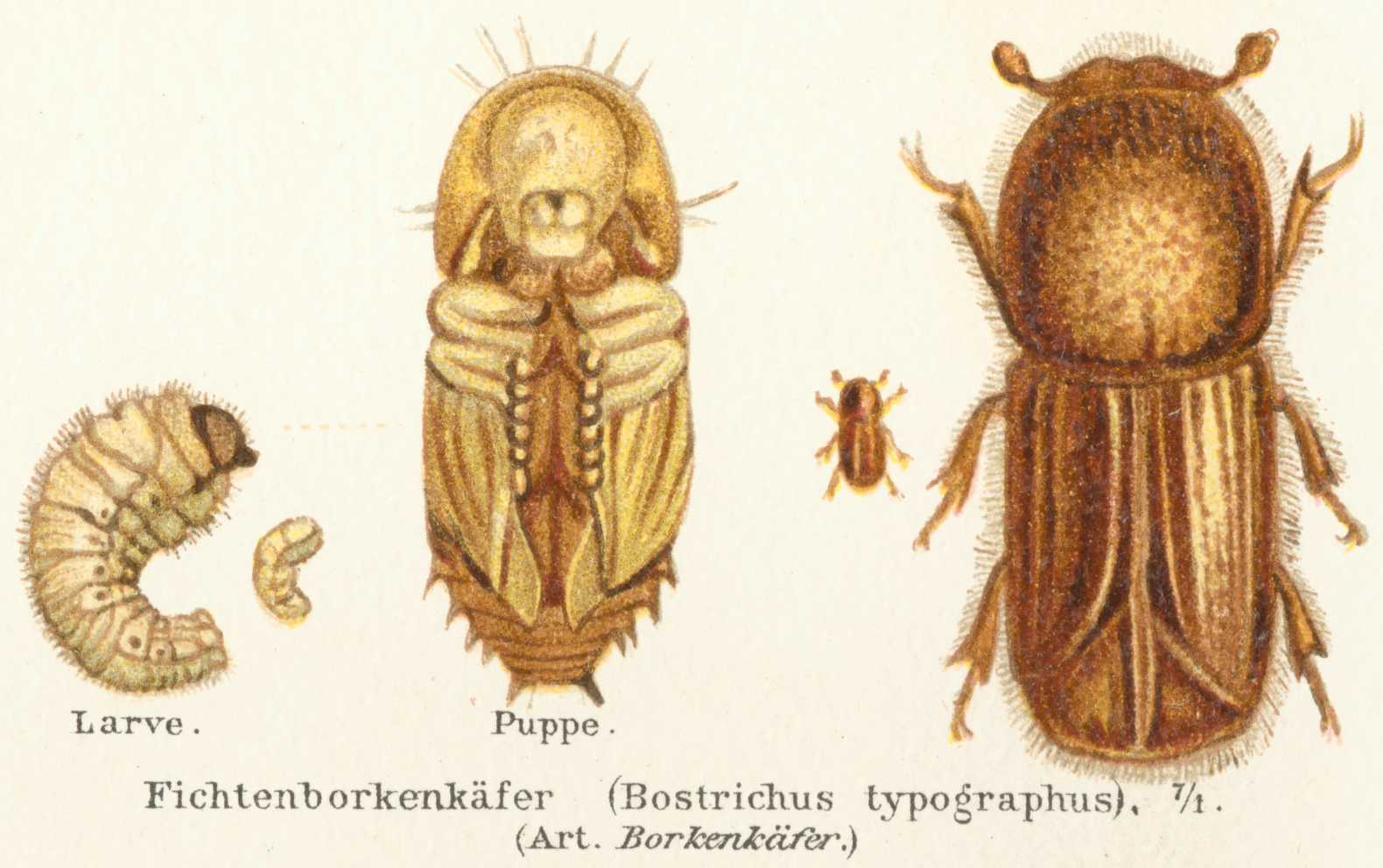
Larwa, poczwarka i postać dorosła

Dorosłe chrząszcze są barwy ciemnobrązowej, długości 4–5 mm, walcowate i krępe, lśniące, pokryte rdzawym owłosieniem. Młode, jeszcze nie wybarwione po przepoczwarczeniu osobniki są koloru żółtawego. Samce i samice mają po cztery kolce na spadach pokryw, z których trzeci jest największy i buławkowaty. Powierzchnia spadów jest matowa i drobno punktowana.
Larwa zgięta grzbietobrzusznie, barwy białej, z żółtobrunatną głową. Poczwarka biała. Jaja białe, owalne i błyszczące.

## Pokarm i siedlisko

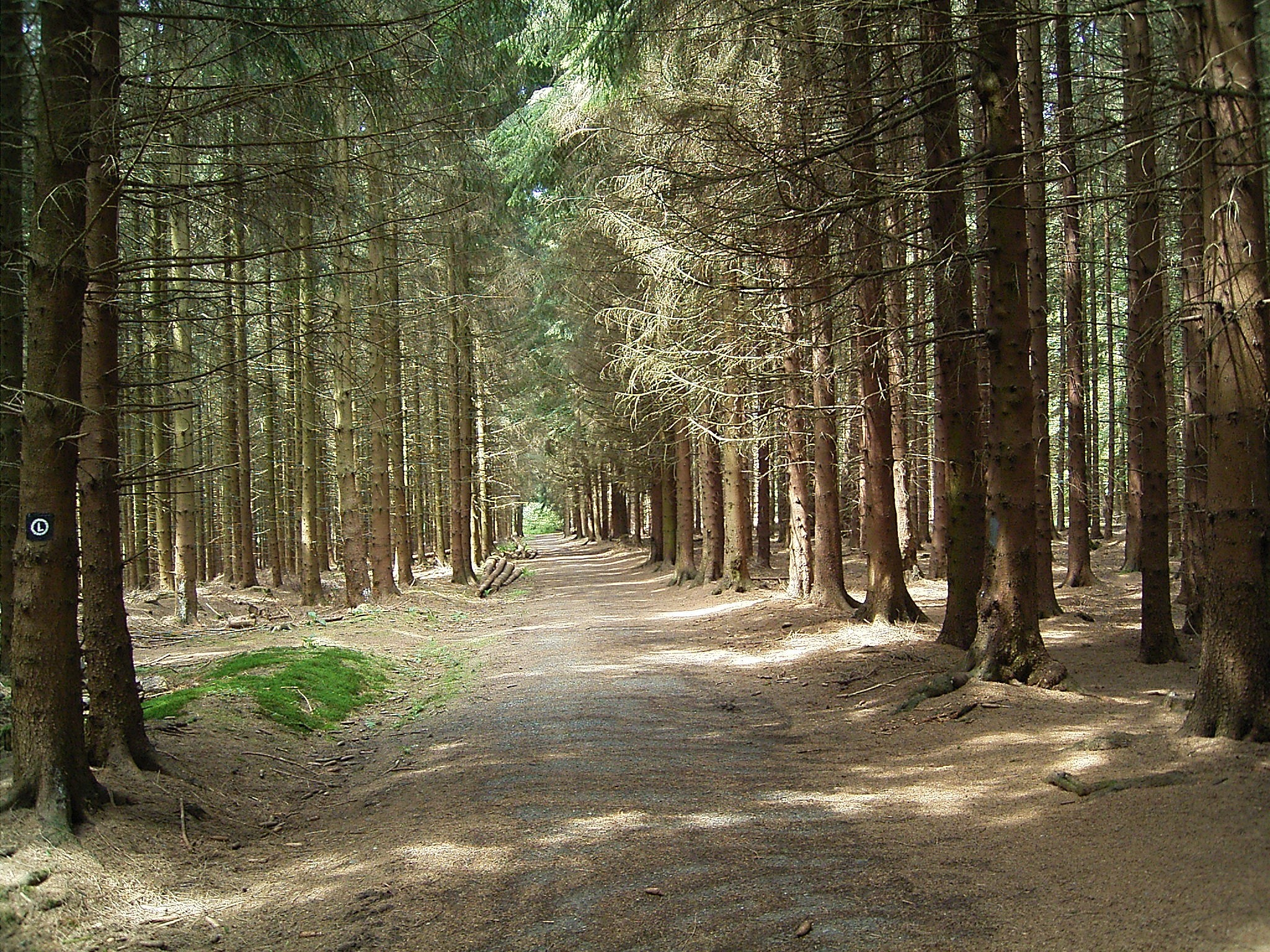
Drzewostan świerkowy

Larwy kornika drukarza żerują w łyku. Młode chrząszcze prowadzą żer uzupełniający w okolicy kolebki poczwarkowej. Po założeniu żerowiska część chrząszczy prowadzi żer regeneracyjny – samica przedłuża chodnik macierzysty, samiec poszerza komorę godową.
W Polsce podstawową rośliną żywicielską jest świerk pospolity, ale w drzewostanach świerkowych z udziałem innych gatunków iglastych zasiedlać może też sosnę, jodłę, limbę i modrzew. Zasiedla drzewa osłabione na skutek różnych czynników zewnętrznych, np. zanieczyszczeń powietrza, suszy lub nieodpowiednich melioracji, oraz drzewa starsze, rozpoczynające naturalny proces zamierania na skutek czynników fizjologicznych. Drzewa zdrowe atakowane są sporadycznie, jedynie podczas szczególnie silnych gradacji kornika w lasach przekształconych gospodarczo, zwłaszcza w sztucznych monokulturach świerka. Gatunek zasiedla ponadto ścięty surowiec niekorowany, wiatrołomy, śniegołomy i wywroty. W drzewach stojących atakuje najpierw części strzały od środka wysokości do dolnej części korony, a następnie rozszerza strefę ataku w górę i w dół. Unika miejsc silnie ocienionych. Drzewa przejawiają początkowo reakcję obronną, zalewając miejsca wygryzień kornika żywicą, która może następnie ściekać strugami po pniach.

## Rójka
- główna, przypadająca na drugą połowę kwietnia i maj, a jej dokładny termin zależy od pogody, ekspozycji terenu, wysokości nad poziom morza, zwarcia drzewostanu, ponieważ owad ten się roi, gdy temperatura podłoża (ściółki, kory) osiągnie 14 °C. Rójka trwa około 2–3 tygodni, a gdy jest chłodno i deszczowo, może przeciągnąć się do 6–7 tygodni.
- siostrzana, prowadzona przez chrząszcze, które dały początek I generacji
- druga, prowadzona przez młode chrząszcze wylęgłe w lecie

W niesprzyjających warunkach mogą być tylko dwie rójki (główna i siostrzana), a na południowych zboczach górskich, w krajach położonych na południe od Polski, w ciepłe lata wyjątkowo nawet pięć rójek (główna, siostrzana, druga, druga siostrzana i trzecia).

## Biologia rozrodu
Komorę godową, o średnicy około 7 mm, zakłada samiec w cieńszych partiach kory, w spękaniach kory i pod jej łuskami. Cała komora mieści się w korze, a jedynie gdy kora jest bardzo cienka widać ją na wewnętrznej stronie kory. Obecność kornika zdradza rdzawa mączka wysypująca się z żerowiska. Kopulacja z 2–3 samicami, rzadko z 1 lub 4, wyjątkowo z 5–7, następuje w komorze godowej, po czym samice przystępują do wygryzania chodników macierzystych usytuowanych równolegle do strzały i odchodzących od komory w górę i w dół według schematu 1 + 2 (najczęściej), 1 + 1; 1 + 0; 2 + 2 (najrzadziej). Na drzewach leżących może dojść do zakłócenia tych prawidłowości.

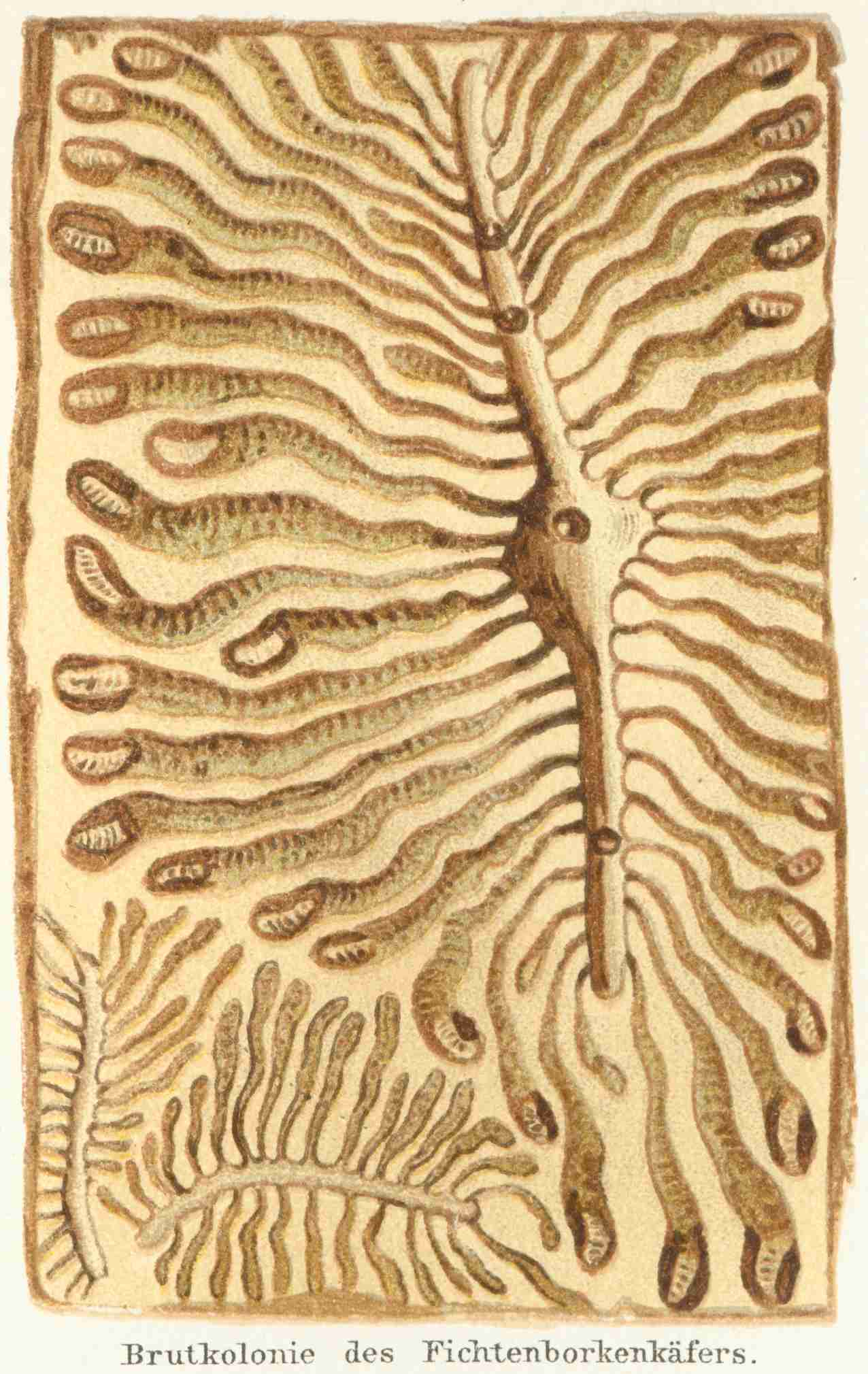
Schemat żerowiska

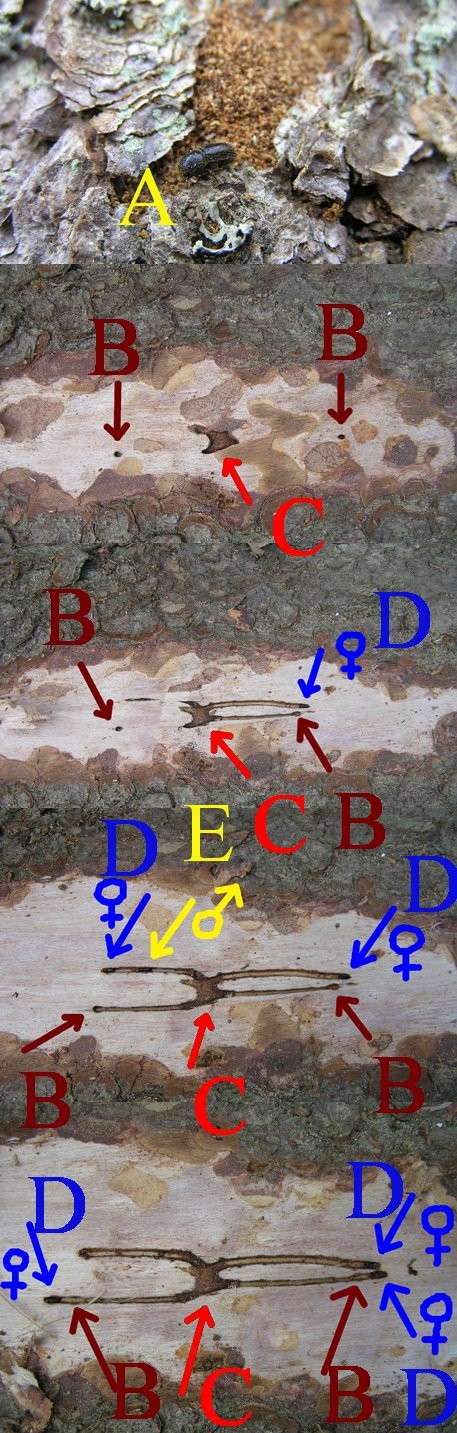
A – owad przy żerowisku
B – otwory wentylacyjne
C – komora kopulacyjna
D – samica drążąca chodnik
E – samiec usuwający trocinki

Chodniki macierzyste mają szerokość 3 mm i osiągają długość 6–15 cm (zwykle 8–10 cm). Trocinki są przez samicę wypychane do komory godowej, a z tej samiec wyrzuca je na zewnątrz. Okres wysypywania się trocinek trwa zwykle 3 tygodnie, ale zależy to bardzo od pogody. Chodniki macierzyste są zagłębione w łyku i w korze. W drewnie zaznaczają się bardzo niewyraźnie. Znajduje się w nich od 1 do 3 otworów wentylacyjnych. Nisze jajowe wygryzane są po obu stronach chodnika naprzemianlegle w odstępach co 2–10 mm. Samica w ciągu 2–3 tygodni składa 30–80 jaj i jest w tym czasie wielokrotnie zapładniana. Rozwój embrionalny trwa 1–2 tygodnie. Larwy żerują w łyku wygryzając w nim chodniki odbiegające prostopadle od chodników macierzystych. W miarę wzrostu larw chodniki larwalne są coraz szersze i dłuższe (zwłaszcza te, które odbiegają od początkowej części chodnika macierzystego), faliste i coraz bardziej od siebie oddalone, co powoduje, że znaczna część obwodu strzały zostaje uszkodzona. Przeciętna długość chodników larwalnych wynosi 4–6 cm. Są one zatkane ciemnobrunatną mączką i nie naruszają drewna.
Gdy larwy osiągną 5–7 mm długości, a następuje to po 3–4 tygodniach żerowania, zwykle w drugiej połowie czerwca, wygryzają owalną kolebkę poczwarkową, zagłębioną mniej lub bardziej w korze (w grubej korze kolebka może być całkowicie w niej ukryta). Przepoczwarczenie trwa 2–3 tygodnie, po czym pod korą pojawiają się młode chrząszcze, które prowadzą żer uzupełniający w okolicy kolebki poczwarkowej wygryzając na powierzchni drewna nieregularne chodniki, których kształt zwykle bywa upodobniony do jelenich rogów lub egipskich hieroglifów. Żer uzupełniający trwa około 2 tygodni, następnie, w połowie lipca, już w pełni wybarwione młode chrząszcze opuszczają żerowiska macierzyste i przystępują do rójki.
Rozwój I pokolenia trwa około 2 miesięcy. Jednak zależność rozwoju kornika drukarza od temperatury może ten okres mocno skrócić lub wydatnie wydłużyć. Część starych chrząszczy po założeniu żerowiska ginie, pozostałe prowadzą żer regeneracyjny – samica przedłuża chodnik macierzysty, samiec poszerza komorę godową. W końcu czerwca opuszczają one żerowisko i zasiedlają odpowiednie drzewa dając początek generacji siostrzanej. Rozwój kornika drukarza przebiega nierytmicznie i zwykle na jednym drzewie można znaleźć od czerwca do sierpnia wszystkie stadia rozwojowe tego szkodnika. W korzystnych warunkach termicznych pogody, charakterystycznej dla Polski i mezoklimatu równin i niższych położeń górskich, kornik drukarz wyprowadza dwie generacje, a rozwój każdej z nich trwa około 2–2,5 miesiąca. Na stokach północnych w reglu górnym występuje w roku tylko jedna generacja. W warunkach przejściowych między opisanymi, kornik może wyprowadzić tylko 1,5 generacji i wówczas zimują nie tylko postacie dorosłe, ale również larwy i poczwarki. Zwykle jednak zimują tylko postacie dorosłe kornika drukarza ukrywające się w tym celu w żerowiskach (zimuje tu 90% chrząszczy), pniakach, norach i ściółce. Postacie dorosłe żyją 2–3 lata.

## Znaczenie przyrodnicze

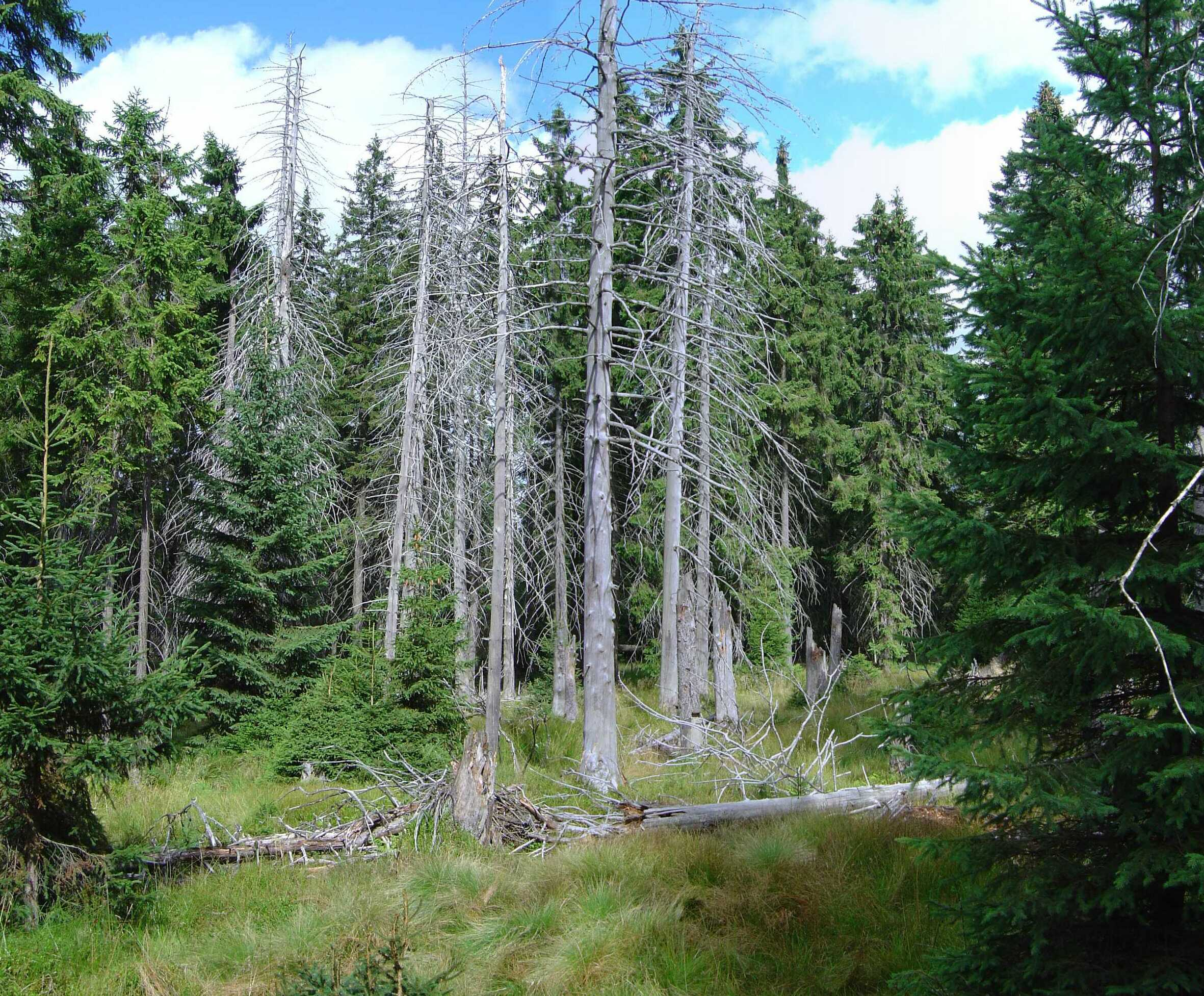
Efektem działania kornika drukarza mogą być ważne dla ekosystemów leśnych luki w drzewostanach

W naturalnych kompleksach leśnych kornik drukarz jest uznawany za „gatunek zwornikowy”, regulujący działanie ekosystemów i dający możliwość występowania licznej grupy innych gatunków. Jego spontaniczne, limitowane przez warunki środowiska gradacje usuwają z drzewostanów osłabione okazy świerka i są jednym z czynników umożliwiają powstawanie luk w drzewostanach, co jest warunkiem występowania w lasach gatunków światłolubnych i termofilnych.

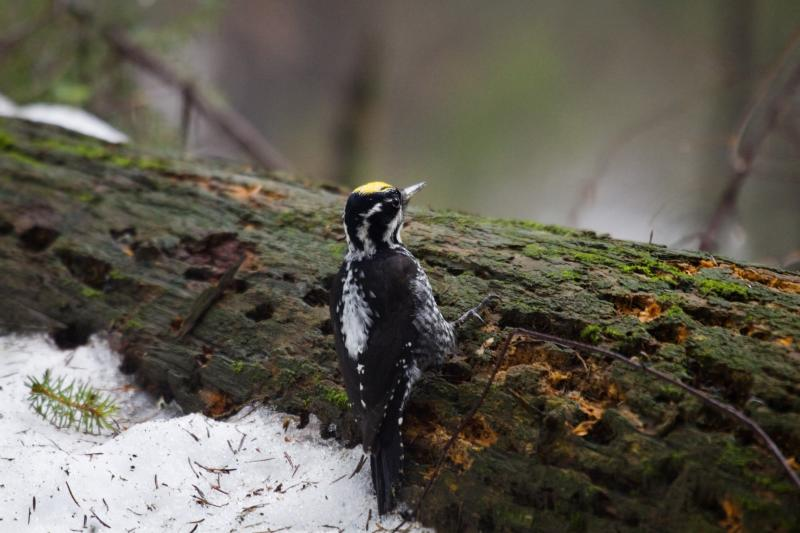
Dzięcioł trójpalczasty

Martwe drewno zaatakowanych wcześniej drzew staje się siedliskiem życia bardzo licznej grupy organizmów, w tym grzybów i owadów. Na przykład w Puszczy Białowieskiej w drewnie martwych świerków i w korytarzach larwalnych kornika drukarza rozwija się około 100 gatunków chrząszczy uznawanych za ginące lub rzadkie. Wiele z nich podlega w Polsce ochronie prawnej. Populacje omawianego chrząszcza stanowią też bazę pokarmową niektórych gatunków ptaków a jego obfite występowanie jest szczególnie ważne dla dzięcioła trójpalczastego.
Jednocześnie działanie naturalnych mechanizmów, takich jak np. presja parazytoidów atakujących larwy kornika drukarza uniemożliwia rozwój jego populacji do stanu, który zagrażałby istnieniu populacji świerka, a liczebność tego gatunku drzewa zostaje jedynie obniżona do poziomu wynikającego z uwarunkowań środowiskowych.

## Znaczenie gospodarcze

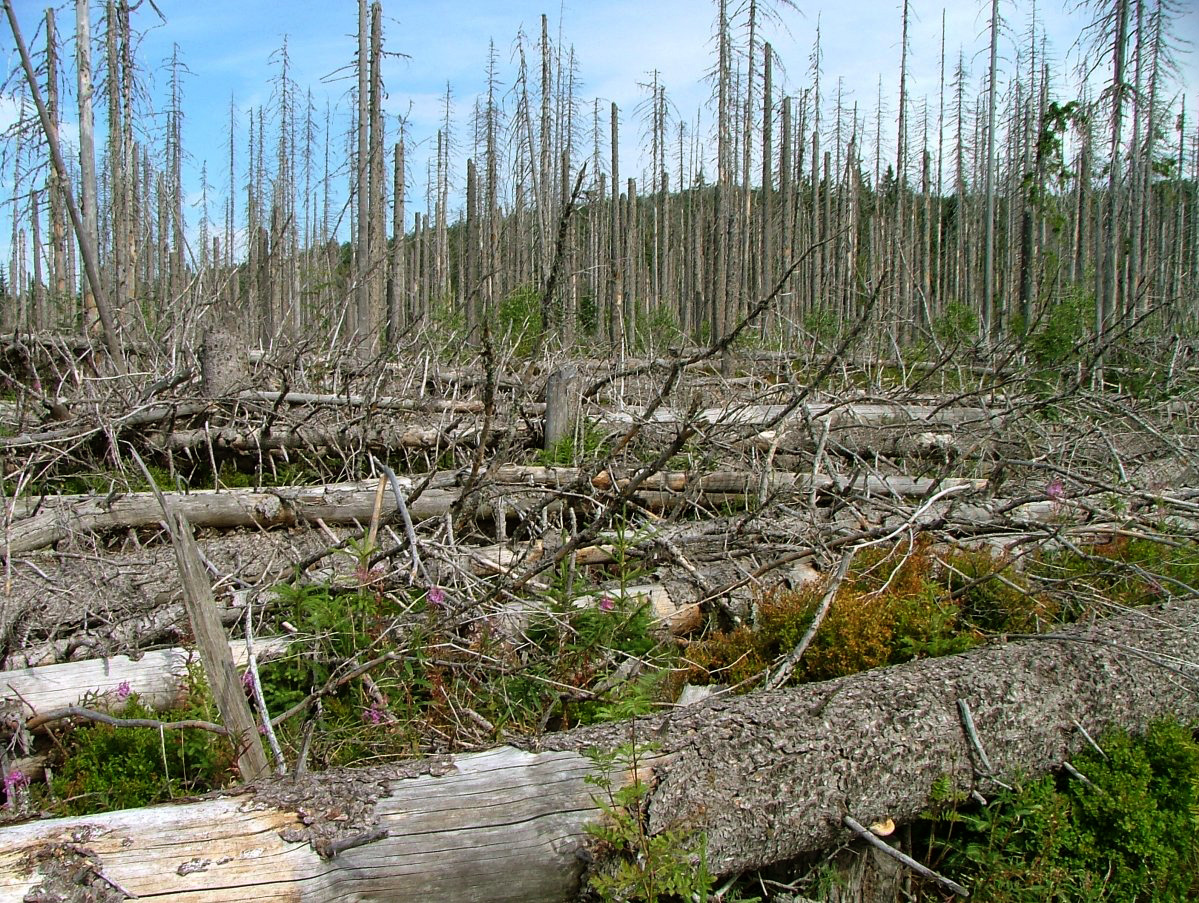
Skutki gradacji kornika drukarza (Bawarski Park Narodowy)

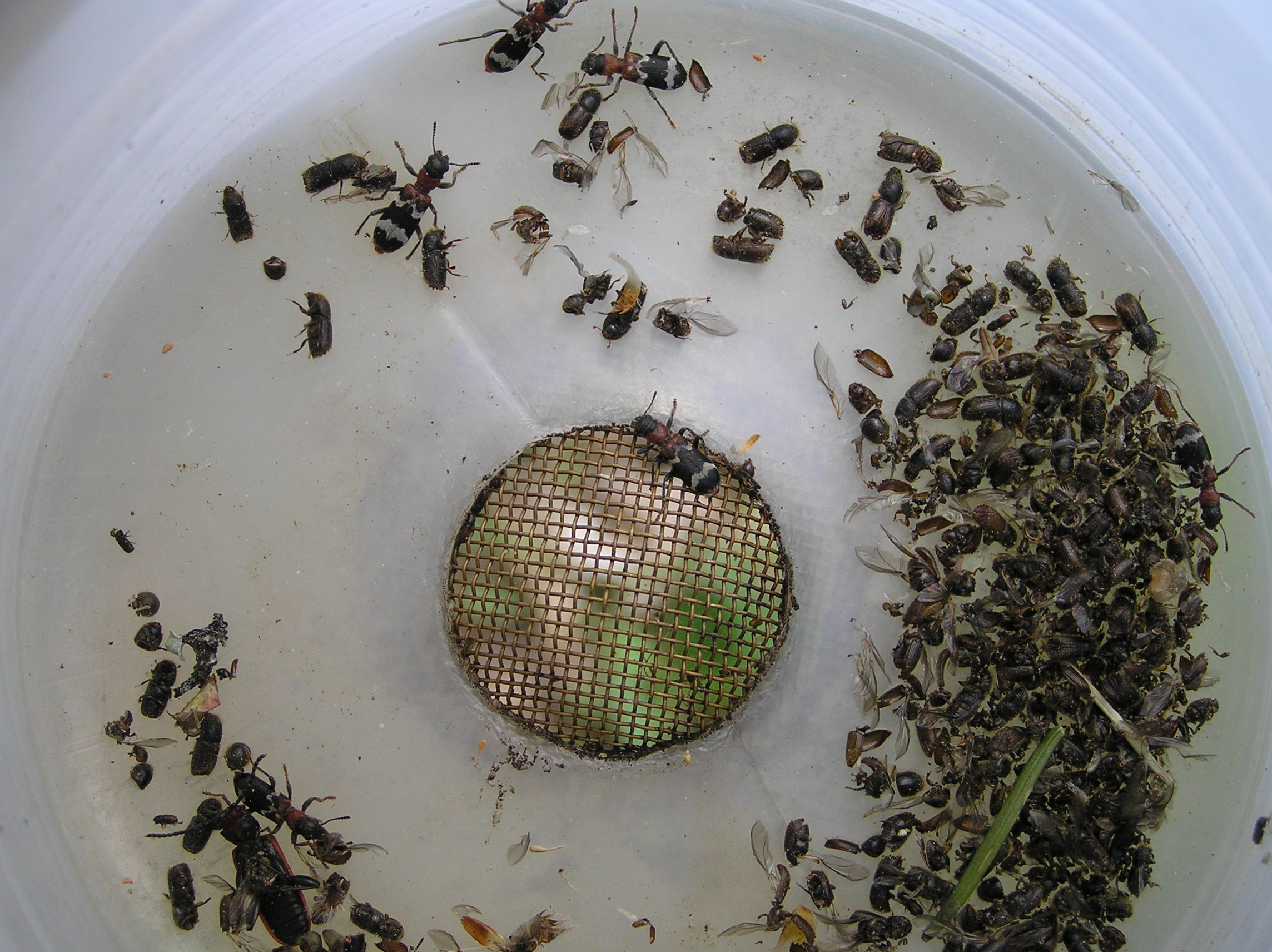
W pojemnikach pułapek często oprócz kornika drukarza znajdują się także inne korniki oraz ich drapieżniki (na zdjęciu przekrasek mróweczka)

Jest to jeden z najgroźniejszych szkodników lasów gospodarczych. Przy masowym występowaniu kolejno nadlatujące grupy osobników zasiedlają drzewa niewykazujące oznak osłabienia. Ma to miejsce przy braku higieny lasu, utajonym osłabieniu drzew, których reakcje obronne są zahamowane i w odpowiednich warunkach termicznych (powyżej 20 °C w czasie rójki wiosennej). Drzewa zaatakowane odznaczają się odpadaniem łusek kory jeszcze przy zielonej koronie, wysypywaniem brunatnych trocinek, następnie matowieniem, żółknięciem i rudzeniem igliwia, przedwczesnym opadaniem zielonkawych igieł. Drzewa zaatakowane latem zachowują często barwę, a igły tracą dopiero na wiosnę.
Kornik drukarz charakteryzuje się skłonnością do masowych pojawów o dużej skali zasięgu i dynamice ataku. Często gradacje kornika drukarza następowały na dużych obszarach po gradacji brudnicy mniszki.
Leśnicy w lasach gospodarczych stosują różnego rodzaju pułapki zwalczające i prognozujące stan kornika drukarza. Często wyłożonym drzewom pułapkowym (pułapki klasyczne) towarzyszą pułapki feromonowe:
- rurowa Borregaarda
- ekranowa IBL-2
- segmentowa IBL-3
- szczelinowa (skrzynkowa) Theysohn

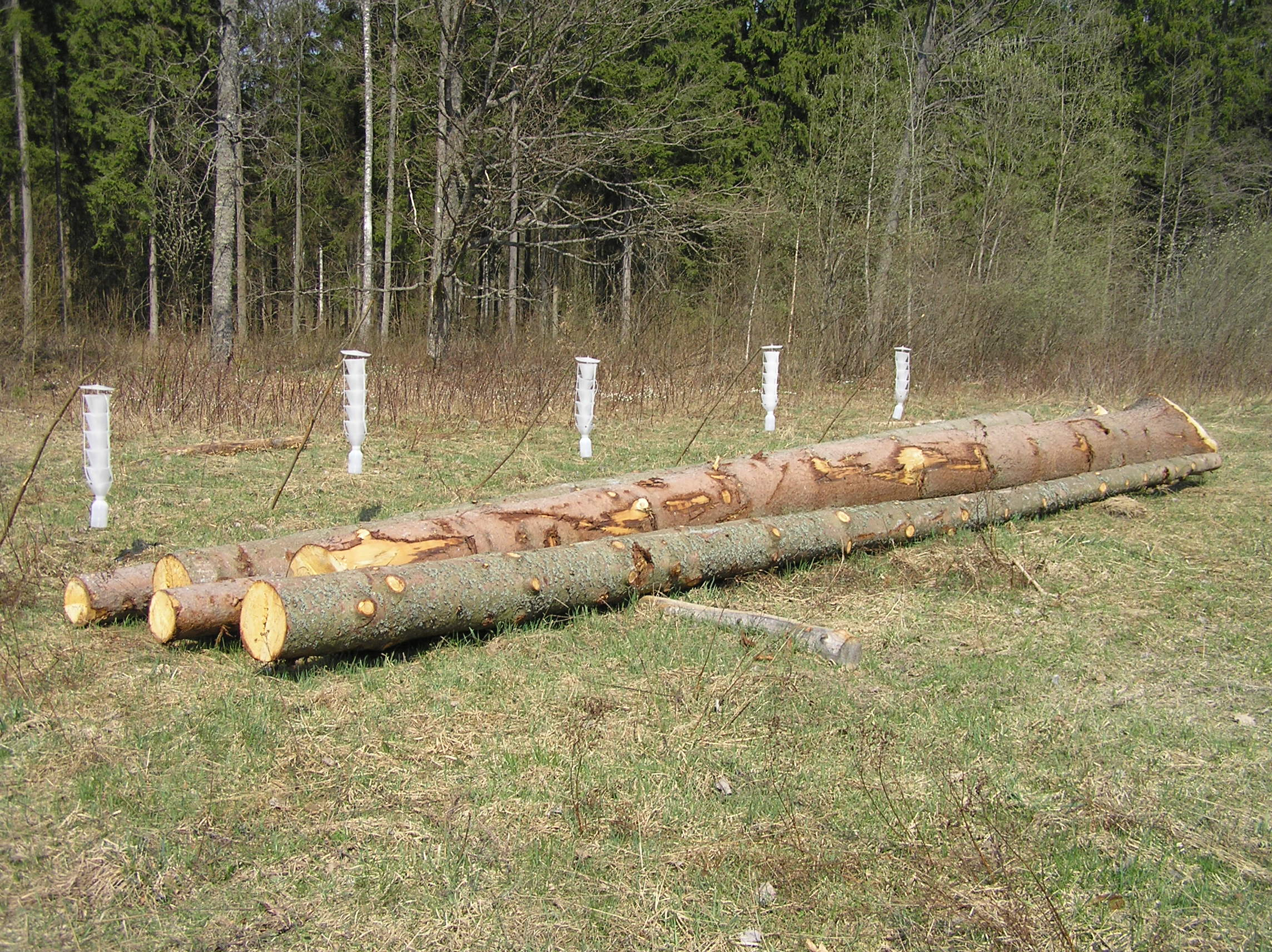
Pułapka klasyczna i segmentowa
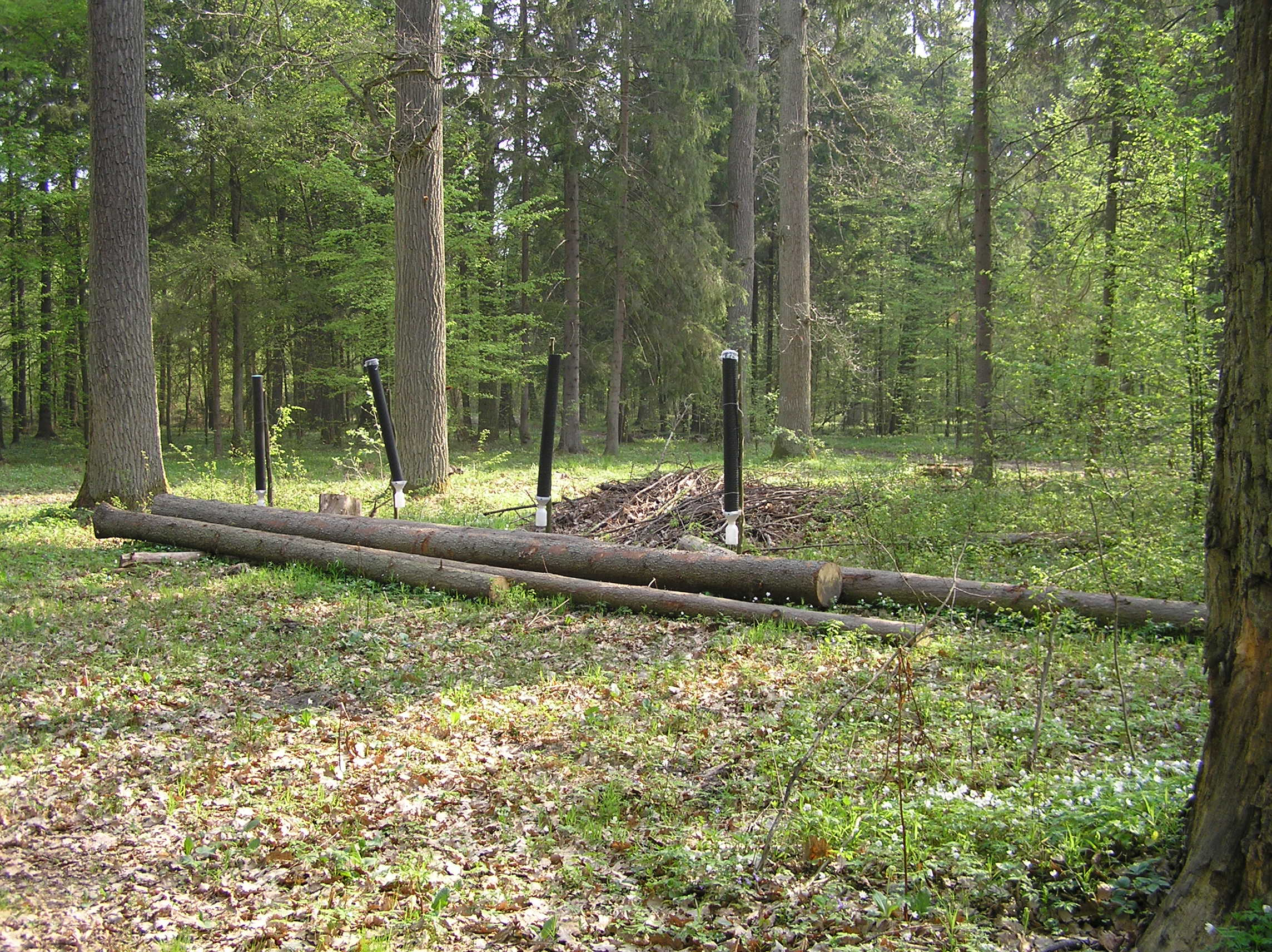
Pułapka klasyczna i feromonowa Borregaarda
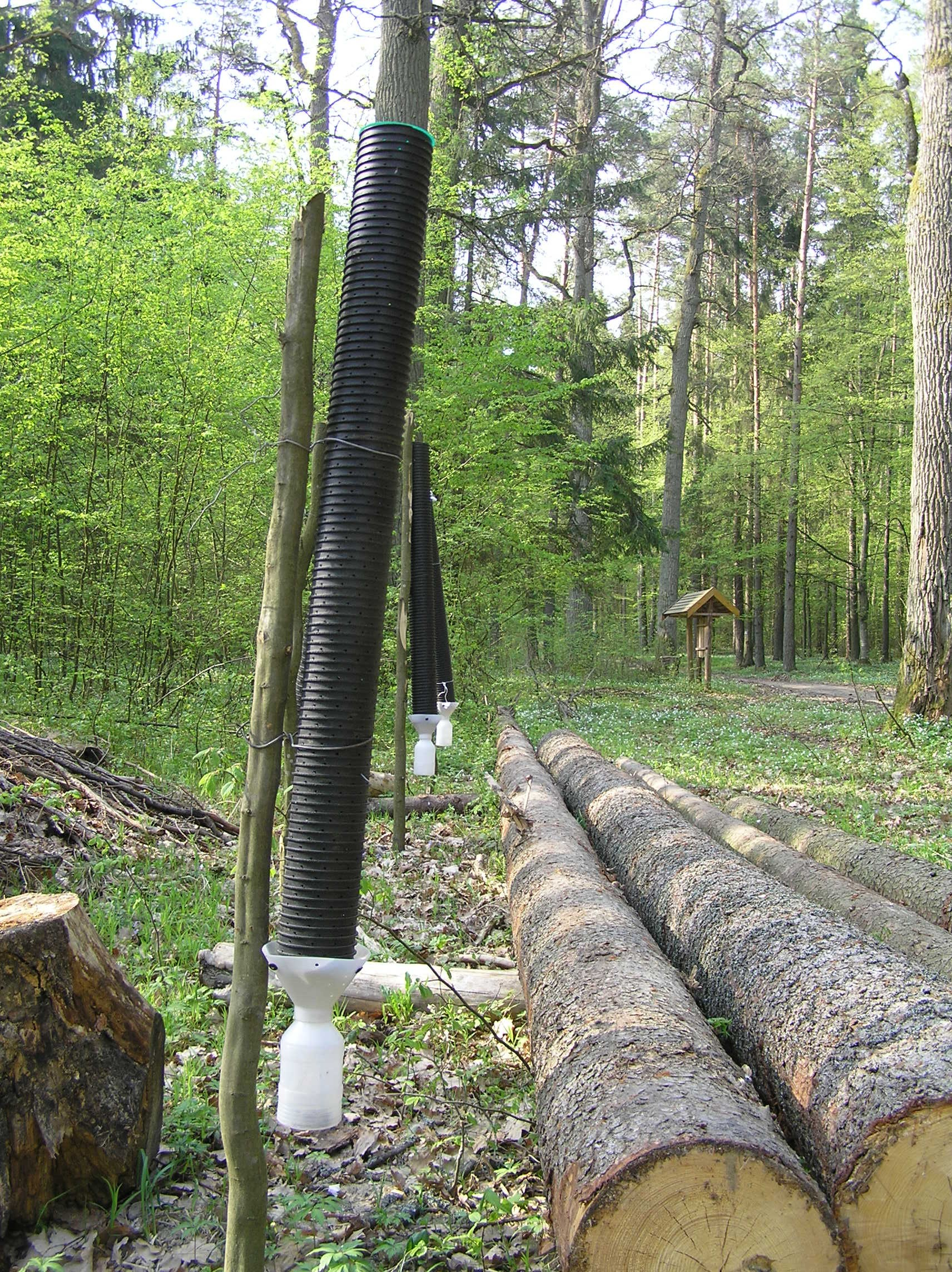
Pułapka klasyczna i feromonowa, zbliżenie